# Oljeeukalyptus
Oljeeukalyptus (Eucalyptus oleosa) är en art i familjen myrtenväxter. Arten förekommer naturligt i östra Australien. 
Oljeeukalyptus är ett städsegrönt träd som kan bli upp till sex meter, ibland så högt som 12 meter. Barken sitter kvar på träd upp till 2 m, men börjar sedan flagna. Juvenila blad är smalt lansettlika, grågröna till matt gröna. De adulta bladen är bredare, lansettlika, 7-10 cm långa, 0,8-1,5 cm breda, enfärgat gröna och glänsande. Blomställningen är flockliknande och innehåller 11-13 blommor. Blomstjälken är snävt tillplattad eller kantig, 7-12 mm långt, blomsakft rundade, 1-5 mm långa. Knopparna cylindriska eller ovala, 5-8 mm långa, 3-4 mm i diameter, Huvan (calyptra) är halvsfärisk eller konisk, längre och smalare än den förlängda blombotten (hypanthium). Ståndarna är vita. Frukten är klotformig, 4-6 mm lång, 4-6 mm i diameter.

## Synonymer
- Eucalyptus grasbyi Maiden & Blakely
- Eucalyptus laurifolia Blakely nom. inval.
- Eucalyptus oleosa subsp. ampliata L.A.S.Johnson & K.D.Hill
- Eucalyptus oleosa subsp. repleta' L.A.S.Johnson & K.D.Hill
- Eucalyptus oleosa subsp. victima L.A.S.Johnson & K.D.Hill
- Eucalyptus oleosa subsp. wylieana L.A.S.Johnson & K.D.Hill
- Eucalyptus oleosa var. angustifolia Maiden
- Eucalyptus oleosa var. repleta L.A.S.Johnson & K.D.Hill
- Eucalyptus oleosa var. obtusa C.A.Gardner
- Eucalyptus socialis var. laurifolia F.Muell. ex Maiden nom. inval.
- Eucalyptus turbinata Behr & F.Muell. ex Miq.